# Йоан Скита
Шаблон:Бемз източници
Йоан Скита (на латински: Iohannes Scytha; на гръцки: Ἰωάννης ὁ Σκύθης) e политик и военачалник на Източната Римска империя през края на 5 век.

## Биография
Той е офицер от източноримската войска. През 482 г. се бие в Илирия. През 483 г. император Зенон го произвежда на magister militum per Orientem (командир на Изтока).
Император Анастасий I го прави командир на войската по време на Исаврийската война (492 – 498), в която участва заедно с генерал Флавий Йоан. През 497 г. Скита залавя исаврийските военачалници Лонгин от Кардала и Атенодор и ги изпраща в Константинопол. През 498 г. той става консул. На Запад консул е Флавий Павлин.